# أوسكار كازاريز
أوسكار كازاريز (بالبرتغالية: Oscar Casares) هو رسام برتغالي، ولد في 8 ديسمبر 1977 في براغا في البرتغال.

## وصلات خارجية
- الموقع الرسمي